# 群馬県道292号伊勢崎新田上江田線
群馬県道292号伊勢崎新田上江田線（ぐんまけんどう292ごう いせさきにったかみえだせん）は、群馬県伊勢崎市北千木町から太田市新田上江田町に至る県道である。現在の路線名となる以前の旧・路線名は「伊勢崎新田線」。

## 起点・終点
- 起点：群馬県伊勢崎市北千木町1409番の1[1]（群馬県道・埼玉県道14号伊勢崎深谷線交点）
- 終点：群馬県太田市新田上江田町462番（群馬県道69号大間々世良田線、群馬県道311号新田上江田尾島線交点〈新田上江田町交差点〉）[注釈 1]

## 歴史
- 1959年（昭和34年）9月18日：群馬県より現・道路法に基づき、県道伊勢崎新田線（伊勢崎市 - 新田郡新田町、整理番号24）として路線認定される[2]。
  - 同日、前身路線にあたる県道上江田伊勢崎線（新田郡新田町 - 伊勢崎市、整理番号167）が路線廃止される[3]。

## 地理

### 通過する自治体
- 群馬県
  - 伊勢崎市
  - 太田市

### 交差する道路
- 群馬県道・埼玉県道14号伊勢崎深谷線（伊勢崎市北千木町）
- 群馬県道293号香林羽黒線（伊勢崎市北千木町）
- 群馬県道291号境木島大間々線 （伊勢崎市境下渕名、境渕名交差点）
- 国道17号上武道路（伊勢崎市境下渕名、大国神社東交差点）
- 群馬県道69号大間々世良田線、群馬県道311号新田上江田尾島線（太田市新田上江田町、新田上江田町交差点）